# La Baume-de-Transit
La Baume-de-Transit è un comune francese di 857 abitanti situato nel dipartimento della Drôme della regione dell'Alvernia-Rodano-Alpi.

## Società

### Evoluzione demografica
Abitanti censiti